# گفتگو (فیلم ۱۹۷۷)
گفتگو (به هندی: Alaap) فیلمی محصول سال ۱۹۷۷ و به کارگردانی هریشیکش موکرجی است. در این فیلم بازیگرانی همچون آمیتاب باچان، ریکا، آسرانی، فریده جلال، اوم پراکاش، ای. کی. هانگال، سانجیو کومار ایفای نقش کرده‌اند.